# Buntrock
Der Buntrock (Cyphostethus tristriatus) ist eine Wanze (Heteroptera) aus der Familie der Stachelwanzen (Acanthosomatidae) und die einzige Art der Gattung Cyphostethus. Sie ist auffällig, meist intensiv grün gefärbt und trägt eine braunrote Zeichnung auf den Flügeldecken – ähnlich einer Anzugjacke oder Weste –, daher der deutsche Name Buntrock. Das Insekt saugt an Koniferen wie zum Beispiel dem Gemeinen Wacholder (Juniperus communis).

## Verbreitung und Lebensweise
Der Buntrock ist in Nord-, Mittel- und Südeuropa vom Flachland bis in Berglagen verbreitet. Er ist dort, wo seine Nahrungspflanzen vorkommen, relativ häufig. Die erwachsenen Tiere und die Larven besiedeln vor allem den Gemeinen Wacholder (Juniperus communis) und weitere Gehölze der Gattung Wacholder (Juniperus), aber auch Scheinzypressen (Chamaecyparis) und Lebensbäume (Thuja). Sie leben sowohl in trockenen als auch in feuchten Lebensräumen wie Trockenrasen, Heide oder Moor. Die Tiere besaugen mit ihrem speziell entwickelten stechend-saugenden Mundwerkzeugen die Blätter und besonderes die Früchte der Koniferen, um sich von deren Pflanzensäften zu ernähren. Die Art überwintert im Erwachsenenstadium. Adulte Exemplare sind von August bis in den nächsten Juni zu finden, die Larven erscheinen im Juli und August.

## Merkmale

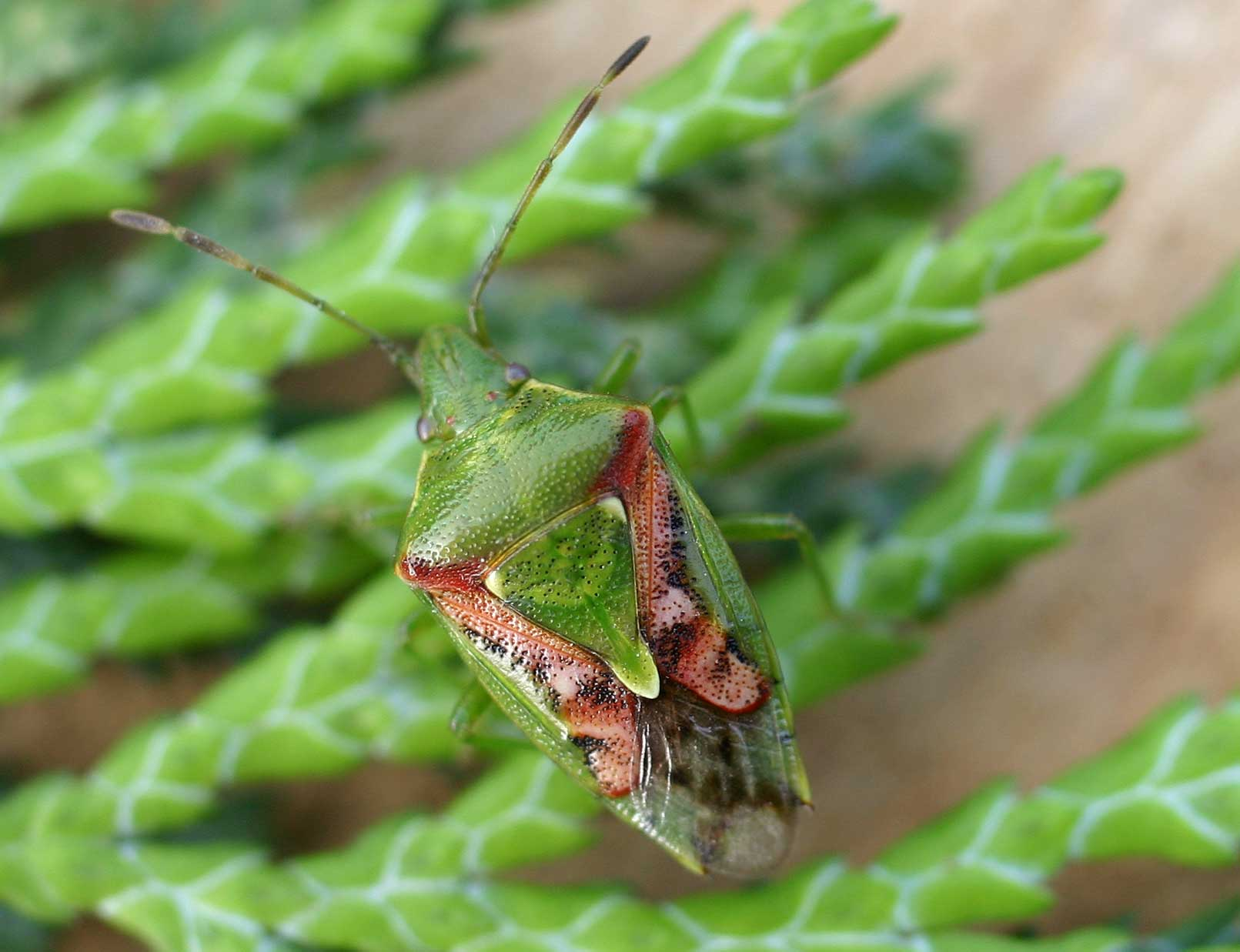
Buntrock

Die relativ flachen Tiere erreichen Körperlängen zwischen 8 und 10 Millimetern. Der Körper ist langgestreckt und wird nach hinten schmaler. Der Hinterleib ist unterseits am Grunde mit einem nach vorn gerichteten Fortsatz ausgestattet. Die Grundfärbung des Körpers ist meist intensiv grün und mit zahlreichen, oft in Gruppen stehenden, farblosen Punktgruben übersät. Der Clavus, der Cuneus und Teile des Corium der Vorderflügel (Hemielytren) sowie die Hinterränder des Halsschildes (Pronotum) sind rötlich braun gefärbt, so dass sich von oben gesehen das Erscheinungsbild einer Anzugjacke oder Weste ergibt. Die Vorderflügelmembran ist häutig, durchscheinend und dunkel gemustert. Das Schildchen (Scutellum) ist sehr groß und an den Eckpunkten sowie an der Spitze hell gezeichnet. Der Kopf ist deutlich länger als breit und wird nach vorn schmaler. Das erste Glied der fünfgliedrigen Fühler erreicht kaum dessen Spitze. Die Tarsen sind zweigliedrig. Die Facettenaugen sind sehr klein und stehen nicht kugelig hervor.